# Джон Ленън
Джон Уинстън Оно Ленън (на английски: John Winston Ono Lennon) е музикант, текстописец, общественик, художник, актьор и писател, роден в Ливърпул, Англия на 9 октомври 1940 г. и убит в Ню Йорк, САЩ на 8 декември 1980 г.
Ленън е една от най-влиятелните и популярни личности в поп културата на XX век. Придобива световна известност като член и водеща фигура в рок групата „Бийтълс“, получила международна слава през 60-те години. Ленън е в основата на еволюцията в стила на групата, който от традиционни любовни сюжети, на фона на семпла мелодия, прераства в социално ангажирани текстове, а състава започва да експериментира с различни музикални течения.
През 1966 г. Ленън се среща с авангардната американска художничка от азиатски произход Йоко Оно, която оказва силно влияние върху по-нататъшното му творческо развитие. Сътрудничеството между двамата започва през 1968 г., когато е издаден техният първи албум. Ленън и Оно сключват брак в следващата година, а 1970 г. „Бийтълс“ се разпадат, заради творчески различия. В периода след състава бившият „бийтълс“ се утвърждава като солов изпълнител, с по-активно отношение към социалните проблеми, борбата за мир и възражение към всякакви прояви на насилие. Албумът Imagine от 1971 г. е най-популярната самостоятелна творба на Ленън, а едноименната песен от албума изразява най-добре неговата гражданска позиция. Междувременно участва в редица демонстрации и инициативи, посветени на мира, съпроводен от съпругата си Йоко Оно. На 12 юни 1972 г. е издаден албума Some Time in New York City. Известни песни от албума са: Angela, Cold Turkey, Born In A Prison и други. На 29 октомври 1973 г. е издаден следващия албум на Ленън, носещ името Mind Games. Сред песните впечатление правят Mind Game, Only People, Intuition и други. На 4 октомври 1974 г. е издаден албума Walls and Bridges. От него по-известни са песните Old Dirt Road, Scared, Bless You. На 17 февруари 1975 г. е издаден албума Rock 'n' Roll. Впечатление правят песните: Ya Ya, Bony Moronie и версията на Ленън на легендарната песен Stand By Me.
От 1975 г. Ленън се установява за постоянно в Ню Йорк, където се опитва да прекара повече време със семейството си. След дълга творческа пауза той се захваща с издаването на нов албум Double Fantasy. Сред песните по-известни са: Kiss Kiss Kiss, Cleanup Time, Woman и Just Like Starting Over. Албумът има добри отзиви от критиците. Три седмици преди официалното му издаване Джон Ленън е застрелян пред жилището си от вманиачения почитател Марк Дейвид Чапман.

## Биография

### Ранни години
Джон Уинстън Ленън се ражда на 9 октомври 1940 г., в 18:30 часа, в родилния дом на „Орсфорд Стрийт“, Ливърпул, Англия, в семейството на Джулия (по баща Стенли) и Алфред Ленън. Баща му отсъства по време на раждането му, защото е на фронта. Името „Джон“ е избрано от сестрата на Джулия, Мими Смит, а второто е предложено от самата майка, в чест на тогавашния министър-председател на Великобритания сър Уинстън Чърчил.
Честите отсъствия на Фред карат Джулия да реши да се ожени за друг. Разводът им не е официален, но и двамата нямат време за Джон, затова той е взет от леля си Мими. Тя и мъжът ѝ Джордж Смит нямат деца и отглеждат момчето с много любов. След опит Фред да вземе сина си със себе си, осуетен от Джулия, той заживява трайно при леля си и свиква с нея като родна майка.
На 6-годишна възраст Джон тръгва в малкото начално училище „Доувдейл“. През този период момчето проявява творческо въображение, желание за лидерско място и бунтарски характер. През 1952 г. Джон постъпва в училището „Куори Бенк“, намиращо се в квартала на леля му „Алертън“. Ученикът бързо занемарява своите уроци и започва да нарушава всяко ученическо правило. Мими Смит е обезпокоена от многобройните обаждания от „Куори Бенк“ за нарушена дисциплина от нейния племенник.
През юни 1953 г. Джордж Смит умира, което Джон преживява трудно.
Джулия Стенли живее наблизо, също в „Алертън“, заедно с новото си семейство. Понякога се отбива при сестра си, за да види Джон. Момчето започва да се привързва към майка си отново, за сметка на това отношенията с Мими се изострят. Джулия има по-свободно поведение, за разлика от строгата сестра и Джон я чувства по-близка.
Междувременно успехът на ученика никак не е добър и той пропада на изпитите в последната година в „Куори Бенк“. Джон решава да се запише в Ливърпулския колеж по изкуствата. Единственото, което момчето умее, е да рисува добре. Той има и още една страст – музиката. На 16-годишна възраст Джон се увлича по рокендрол вълната, заляла цяла Великобритания и особено по един млад певец на този стил Елвис Пресли.
Още като дете Джон е каран от леля си да взима уроци по пиано и цигулка, но момчето ненавижда всяка форма на обучение и не иска до прояви нужното търпение, за да се научи да свири на някакъв музикален инструмент. Рокендрол манията тласка нетърпеливия тийнейджър към китара, заета от един негов съученик. Джулия може да свири на банджо и Джон се обръща за уроци към нея. След като усвоява малко от банджото, майка му купува китара на старо за десет лири. Момчето започва да се учи сам, възпроизвеждайки всичко чуто от радиото. Леля му не одобрява заниманията с китарата, считайки че с нея не може да си изкарва прехраната.

### „Бийтълс“

#### Сформиране
През 1957 г. Джон създава първата си група Куоримен (на английски: The Quarrymen, в превод: Хората от Куори), заедно с приятелите си Пит Шотън, Найджъл Уали и Айвън Воугън. Първото им представление е през пролетта на същата година, върху платформата на един камион на „Роуз Стрийт“. След това имат няколко участия по събирания на приятели и сватби.
На 6 юли 1957 г., по време на концерт на Куоримен, по случай храмовия празник на енорийската църква в Уултън, Айвън довежда в групата един свой приятел, за да го запознае с Джон. Името му е Пол Маккартни. Пол е впечатлен от състава и се запознава с членовете му в залата „Чърч хол“, където им показва целия си рокендрол репертоар. Въпреки че е пиян, Джон е впечатлен от момчето, което може да свири по-добре на китара от него. Маккартни влиза в групата една седмица по-късно.
Първото изпълнение на Куоримен с Пол е на една танцова забава в „Консервативния клуб“ на Ливърпул. След концерта, новият член представя пред Джон две нови песни, написани от него. За да не изостане от конкурента си, Ленън също започва да се опитва да създава собствени композиции. Двамата все по-често да свирят заедно, учейки се един друг. Страстта към рокендрола сближава Джон и Пол и те започват да прекарват често времето си заедно.
В края на 1957 г. Маккартни запознава Ленън със свой приятел – Джордж Харисън. Харисън се присъединява към Куоримен едва в началото на 1958 г. поради възрастта си (роден е 1943 г.) Междувременно съставът търпи множество промени; някои не издържат грубия характер на Джон, а на други просто им омръзва. Ленън, като водач на групата, се опитва да осигурява концерни изяви, но в Ливърпул има далеч по-добри състави от тях. Скоро в Куоримен остават само трима души: Джон, Пол и Джордж.
През 1960 г. Ленън, Пол Маккартни, Джордж Харисън и Стюърт Сътклиф сформират група на име The Silver Beatles (Сребърните Бийтълс). Впоследствие към групата се присъединява и барабанистът Пийт Бест, с когото изнасят концерти в Хамбург, Германия. След турнето басистът Сътклиф напуска групата и Маккартни поема бас-китарата.

#### Световна слава и турнета
През 1961 г. групата дебютира с името Бийтълс (The Beatles) в ливърпулския клуб „Кавърн“. Свирят там над 300 пъти до 1963 г. През 1962 г. Бийтълс сключват договор с Parlophone. До 1970 г. издават 12 студийни албума във Великобритания и един в САЩ.
През 1965 г. Бийтълс става първата група, изнесла концерт на стадион, пред 55 600 души в Ню Йорк. След 1966 г. групата не изнася повече концерти и се отдава на творческа дейност, като вече се е превърнала в световна величина.

### След „Бийтълс“

#### Първи солови успехи
След разпадането на Бийтълс Джон Ленън започва солова кариера. Издава осем студийни албума. Първите шест издава в периода 1970 – 1975 г. Участва като текстописец в песента Young Americans на Дейвид Бауи.

#### Професионална пауза и завръщане
От 1975 до 1980 г. прекратява временно кариерата си, за да се отдаде на семейството си. Връща се към музиката през 1980 година, когато подписва договор с компанията Geffen Records. На 8 декември 1980 година Ленън е убит от Марк Дейвид Чапман. Официално Ленън е обявен за мъртъв в 23:07 ч., а Йоко Оно е информирана за смъртта на съпруга си 8 минути след това. Трагичната му гибел провокира масови протести и мълчаливи демонстрации по цял свят. Звездата на Бийтълс хвърля в скръб цяло поколение последователи, чиято цел е мирът на планетата. Името на Ленън е свързано колкото с музиката, толкова и със световната кауза за мир. По-малко от месец преди смъртта си записва албума Double Fantasy. Последният му албум е издаден през 1984 г., четири години след смъртта му.
На 8 декември 1980 година, връщайки се с жена си Йоко Оно от звукозаписното студио в Ню Йорк, Джон Ленън е застрелян. Убиецът му Марк Дейвид Чапман отправя към него пет изстрела с пистолет и търпеливо изчаква полицията, докато чете „Спасителят в ръжта“ на Селинджър. Ленън умира по-късно в болницата. Марк Чапман получава доживотна присъда, няколко пъти се опитва да бъде освободен предсрочно, но исканията му не са уважени от съда.

## Семеен живот
Джон Ленън има два брака – със Синтия Пауъл от 1962 до 1968 г. (от който има син Джулиън) и с Йоко Оно от 1969 до смъртта си през 1980 (от който има син Шон).

### С Йоко
Джон и Йоко Оно сключват брак в Гибралтар на 20 март 1969 година. Още през медения си месец двамата се включват в редица демонстрации за мир. Замисля да напусне окончателно Бийтълс, но се въздържа да оповести това публично. Заедно с жена си се включва в поредната кампания за мир под надслова War Is Over! (If You Want It!) – Войната свърши! (Ако го искаш!).
Джон напуска Великобритания в началото на 1971 година и се мести в Ню Йорк. Спорната му политическа дейност амбицира американските имиграционни власти, които отказват да издадат зелена карта на певеца. Причината е досието на Ленън, страниците на което са опетнени от присъдата от 1968 година за притежаване на марихуана. По-късно е призован да напусне страната.
Джон Ленън и Йоко Оно се разделят през 1974 година и той отлита за Лос Анджелис. Той отпразнува края на войната си с американските имиграционни власти през 1975. Върховният апелационен съд на Съединените щати отхвърля заповедта за депортиране и Джон Ленън получава зелена карта. Двамата с Йоко дълго време се опитват да имат дете. След няколко неуспешни опита на рождения ден на Джон през 1975 се ражда вторият му син – Шон.

## Памет
На Джон Ленън е наречена улица в квартал „Студентски град“ в София (Карта).

## Солова дискография

### Студийни албуми
- „Unfinished Music No.1: Two Virgins“ (1968; с Йоко Оно)
- „Unfinished Music No.2: Life with the Lions“ (1969; с Йоко Оно)
- „Wedding Album“ (1969; с Йоко Оно)
- „John Lennon/Plastic Ono Band“ (1970)
- „Imagine“ (1971)
- „Some Time in New York City“ (1972; с Йоко Оно)
- „Mind Games“ (1973)
- „Walls and Bridges“ (1974)
- „Rock 'n' Roll“ (1975)
- „Double Fantasy“ (1980; с Йоко Оно)
- „Milk and Honey“ (1984; с Йоко Оно)

### Концертни албуми
- Live Peace in Toronto 1969 (1969)
- Live in New York City (1986)

## Други
- През 1964 и 1965 Ленън издава 2 сборника съчинения, наречени In His Own Write и Spaniard in the Works.
- Междувременно участва и в комедията на Дик Лестър „Как спечелих войната“.
- Sweet Toronto TBS (1998)

## За него
- САЩ срещу Джон Ленън, (документален, 2006)